# Spies Rejser
Spies är en dansk researrangör, som ingår i Nordic Leisure Travel Group. 

## Historik
Spies Rejser grundades 1957 i Danmark av Simon Spies. Bolagets första researrangemang bestod av charterresor till Mallorca. Verksamheten växte och bedrevs med tiden över hela Skandinavien där bolaget var en av de största aktörerna. Efter Simon Spies död 1984 drev hans änka Janni Spies koncernen fram till 1996, då den såldes till MyTravel Group. År 1989 köpte Spies Rejser konkurrenten Tjæreborg Rejser. MyTravel Group gick i sin tur ihop med Thomas Cook Group under 00-talet. Sedan dess bedrevs Spies som systerbolag till svenska Ving under Thomas Cook Northern Europe. Thomas Cook likviderades 23 september 2019. Nordic Leisure Travel Groups konkursbo köptes upp av Altor, Strawberry och TDR och fick namnet Nordic Leisure Travel Group AB där Spies nu är dotterbolag. 
Spies som varumärke finns inte i Sverige, istället är det den svenska motsvarigheten Ving som erbjuder resor på den svenska marknaden.